# Berlina
La berlina (in lingua inglese sedan) è la carrozzeria delle autovetture con tetto fisso, generalmente dotata di 4 o 5 porte e principalmente realizzata nelle configurazioni a due volumi, due volumi e mezzo o tre volumi. Il termine berlina indicava, in origine, un particolare tipo di carrozza.

## Tipologia

### Berlina 2 volumi

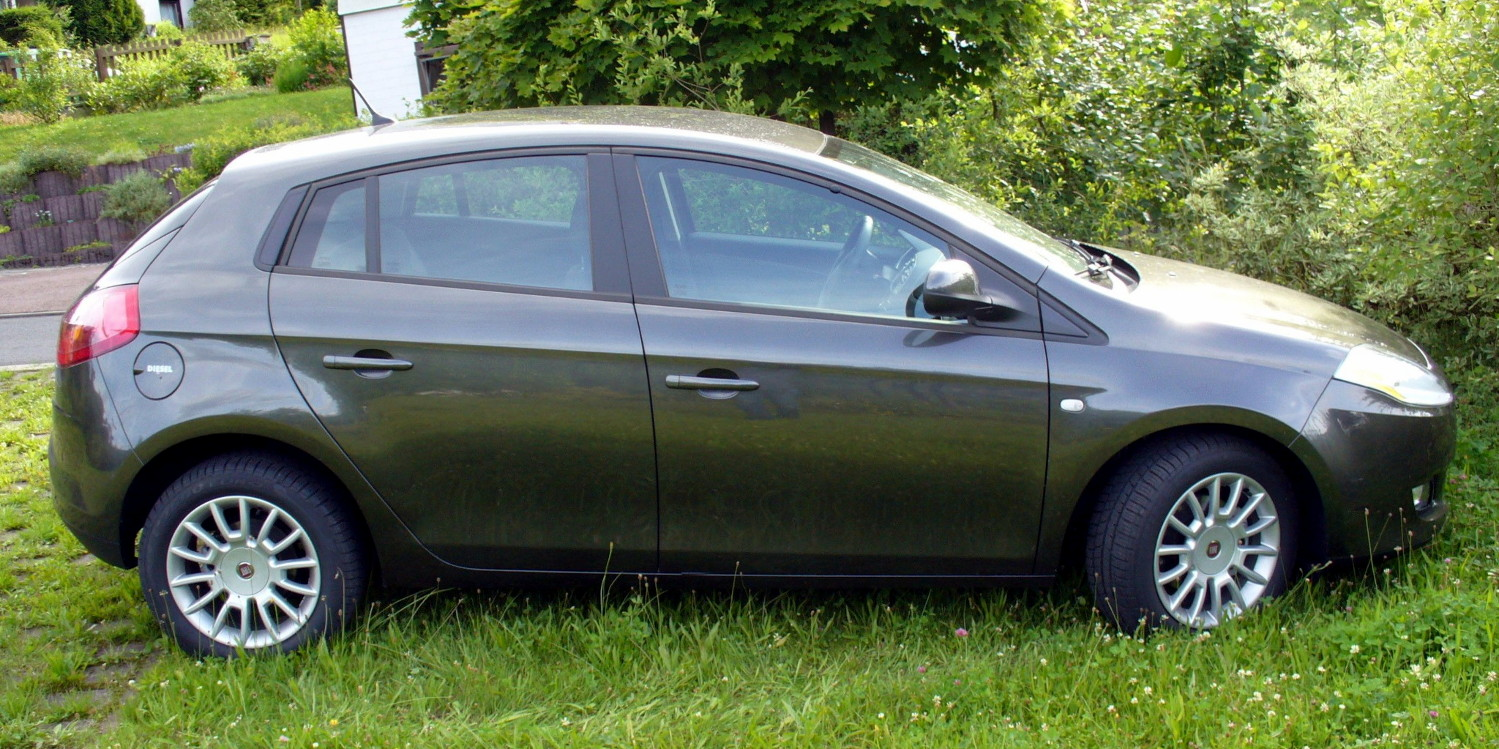
Una FIAT Bravo versione 2007, esempio di una moderna berlina 2 volumi detta anche hatchback

A partire dalla metà degli anni sessanta del XX secolo si è assistito a una nuova generazione di vetture a 2 volumi, definite anch'esse berlina (o genericamente 2 volumi) in italiano, ma che nel corso degli anni hanno assunto la più diffusa denominazione inglese di hatchback, dove il bagagliaio ha un portellone comprendente il lunotto anziché il solito cofano ed è raggiungibile anche dall'abitacolo. 
Solo in rarissimi casi come per esempio nelle prime Peugeot 104, Alfa Sud e Fiat 127, peraltro limitati ai primi anni della sua diffusione, la berlina a due volumi è esistita anche con uno sportello posteriore non comunicante con l'abitacolo. La conformazione esterna, che mantiene in ogni caso una tendenza cuneiforme, non consente di raggiungere i volumi di carico concessi da una classica familiare o, ancor più, da una monovolume.
L'abitacolo può avere indifferentemente 3 o 5 porte in base alla classe e alla lunghezza del veicolo.

### Berlina 2 volumi e mezzo

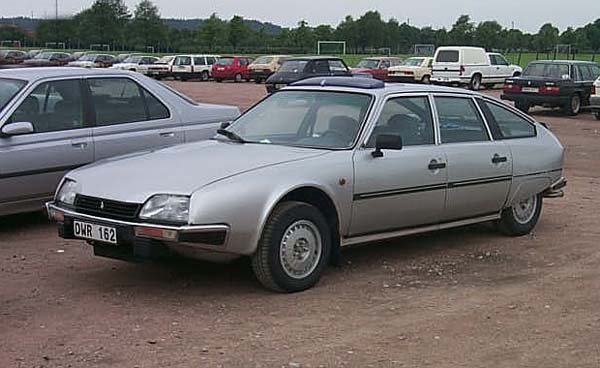
Una Citroën CX, esempio di berlina 2 volumi e mezzo fastback.

Negli anni ottanta e novanta del ventesimo secolo era diffuso un nuovo tipo di carrozzeria, denominato solitamente berlina a 2 volumi e mezzo, che come si può intuire dal nome, si trova "a metà" fra gli altri due tipi di berlina.
In questo tipo di carrozzeria il terzo volume cioè il bagagliaio è presente, anche se più corto della classica 3 volumi (da qui l'ultima parte del nome). Solitamente è però presente anche il portellone posteriore comprendente il lunotto come nelle due volumi, anziché il portello del baule come sulle 3 volumi.
Le berline a 2 volumi e mezzo prodotte sino ad oggi non sono tantissime; ad esempio, la FIAT Brava, l'Alfa Romeo 146, l'Opel Astra seconda serie, le Ford Escort Mk3 e Mk4 e la SEAT Toledo terza serie. Renault e Citroën hanno spesso scelto di configurare le proprie berline di segmento D ed E con carrozzerie a due volumi e mezzo piuttosto che nella classica configurazione a tre volumi tipica di auto di queste dimensioni (oltre ad avere scelto questa carrozzeria quando fortemente in voga fra le auto del Segmento C con la Mégane I e la Xsara). Inoltre la Ford Mondeo e la Opel Vectra, oltre alle classiche varianti 3 volumi e familiare, sono state disponibili in versione 2 volumi e mezzo (come la BMW Serie 3 Compact). In tempi più recenti gli esempi di vetture a due volumi e mezzo sono molto rari. Tra i più significativi vi sono le "cugine" Chevrolet Volt e Opel Ampera; oppure la versione fastback della Hyundai i30.

### Berlina 3 volumi

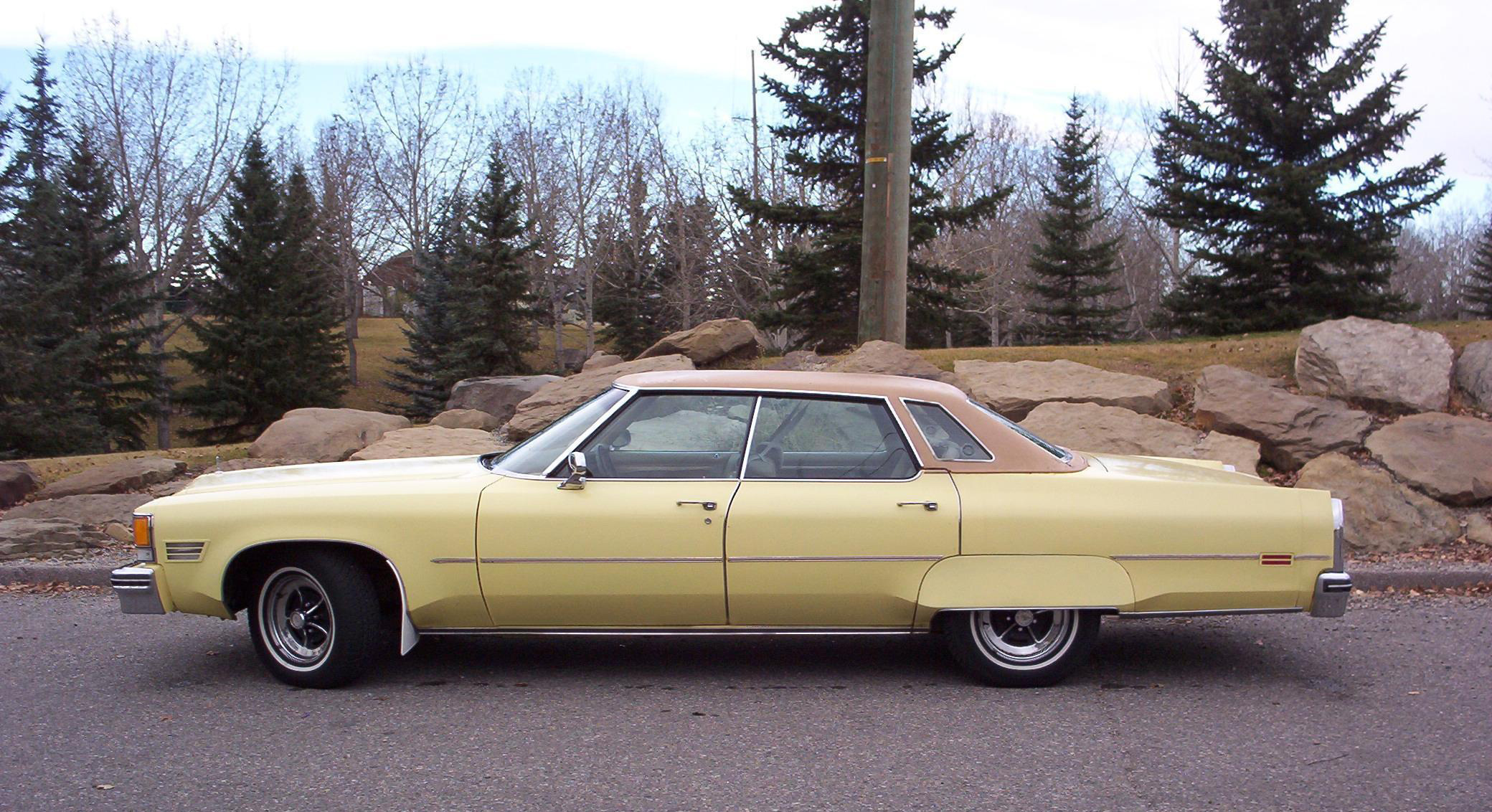
Oldsmobile 98 del 1976, esempio di una berlina degli anni settanta

La berlina classica, fin dall'inizio della storia automobilistica, è quel tipo di carrozzeria, completamente chiusa, a 3 volumi e a 4 porte (in passato se ne realizzavano anche a 2 porte), adatta a trasportare 4, 5 o 6 passeggeri. I tre volumi da cui è composta, ovvero il vano motore di solito individuato nel cofano anteriore, l'abitacolo e il vano bagagli o per lo più il bagagliaio posteriore, con portello che non comprende il lunotto, sono fisicamente separati e visivamente identificabili dall'esterno. 

Va detto che le berline dei primi decenni del XX secolo erano spesso delle "2 volumi" con il "terzo volume opzionale", poiché per bagagliaio si intendeva un portabagagli posteriore a ribalta, su cui in caso di necessità si fissava un apposito baule, spesso di legno rivestito di tela impermeabile, o di cuoio laccato, spesso con una banda diagonale gialla o bianca sui due lati al fine di rendere più visibile il carico sporgente incrociando altri veicoli. Un'altra caratteristica distintiva della berlina è l'altezza interna dell'abitacolo che consente una comodità e una possibilità maggiore di movimento per i passeggeri posteriori, rispetto per esempio a una coupé o berlinetta.

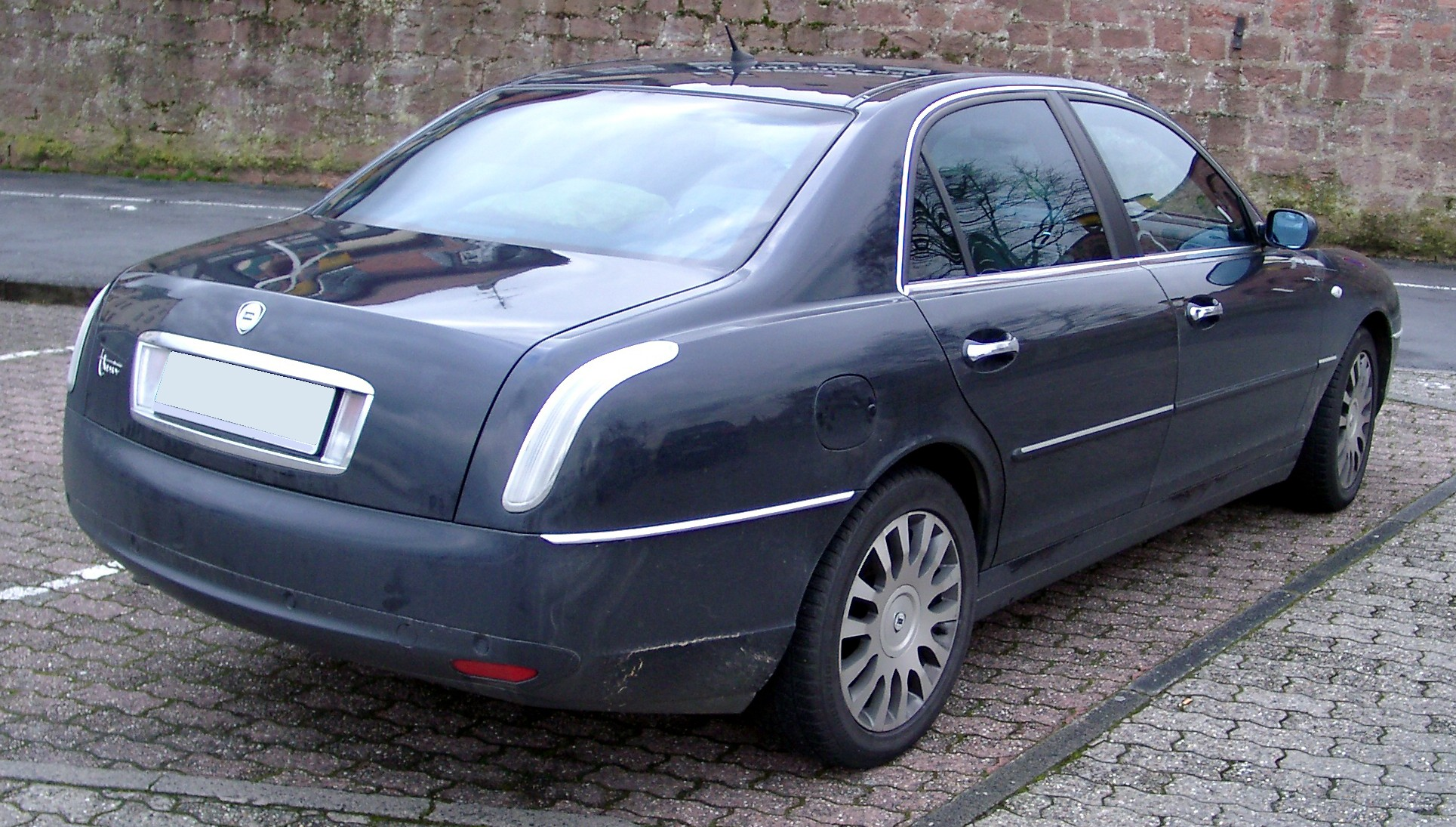
Posteriore di una Lancia Thesis del 2007, esempio di una grande berlina a tre volumi.

Viene inoltre chiamata sedan in inglese americano, canadese e australiano, saloon in inglese britannico, limousine in tedesco e berline in francese, riprendendo in tutti i casi i nomi di mezzi di trasporto del passato ovvero le carrozze chiuse a cavalli e le portantine chiuse con sedile (sorrette tanto da uomini come da equini): proprio le portantine sono all'origine del termine Sedan. 
La «berlina» fu una carrozza a quattro ruote con cassa sospesa a cinghioni di cuoio al cui interno erano disposti parallelamente tre doppi sedili, di cui uno nel mezzo, definito «strapuntino». Le berline tedesche e inglesi avevano quattro portiere ed erano molto più ampie di quelle francesi, che però erano più comode. Il primo esemplare fu costruito a Berlino, da cui l'origine del nome, verso il 1663 su progettazione di Filippo Chiese, o Cièze, architetto di origine piemontese al servizio di Federico Guglielmo di Brandeburgo.

### Berlina sportiva

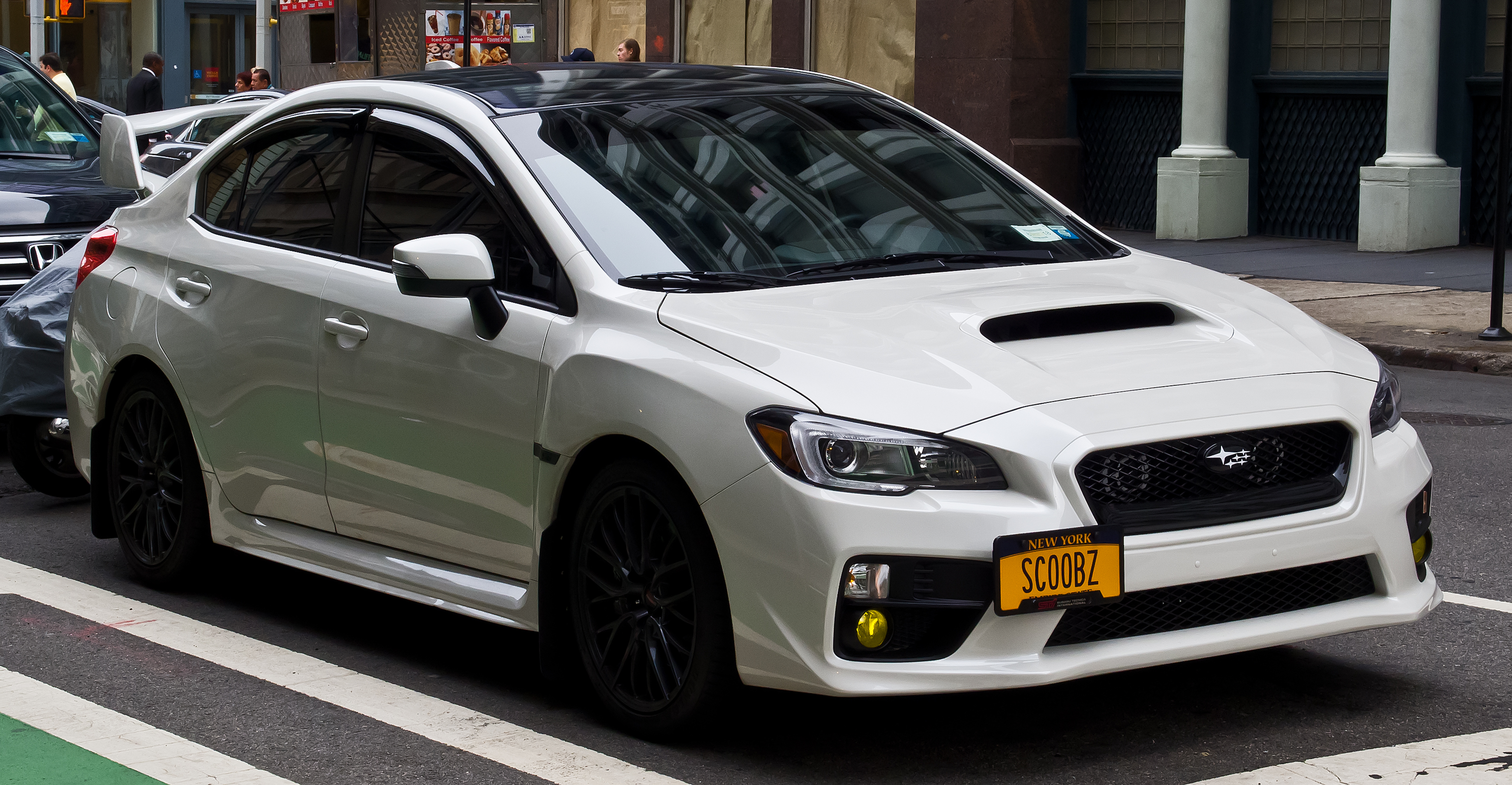
Subaru WRX STI IV serie del 2016, esempio di berlina sportiva moderna

Per berlina sportiva si intende un tipo di autovettura che è dotata di caratteristiche sportive come un motore potente e prestazioni di alto livello, a cui è associata una carrozzeria berlina. Alcuni modelli di questa categoria sono disponibili anche in versione familiare. Fin dagli anni cinquanta del XX secolo alcune case automobilistiche hanno definito Gran Turismo e Gran Turismo Veloce questo genere di berline.

### Berlina aerodinamica
Per berlina aerodinamica, anche detta berlina profilata, si intende un tipo di autovettura berlina a due volumi la cui carrozzeria è sagomata per ottenere il miglior coefficiente di resistenza aerodinamica possibile.